# Julia Becková

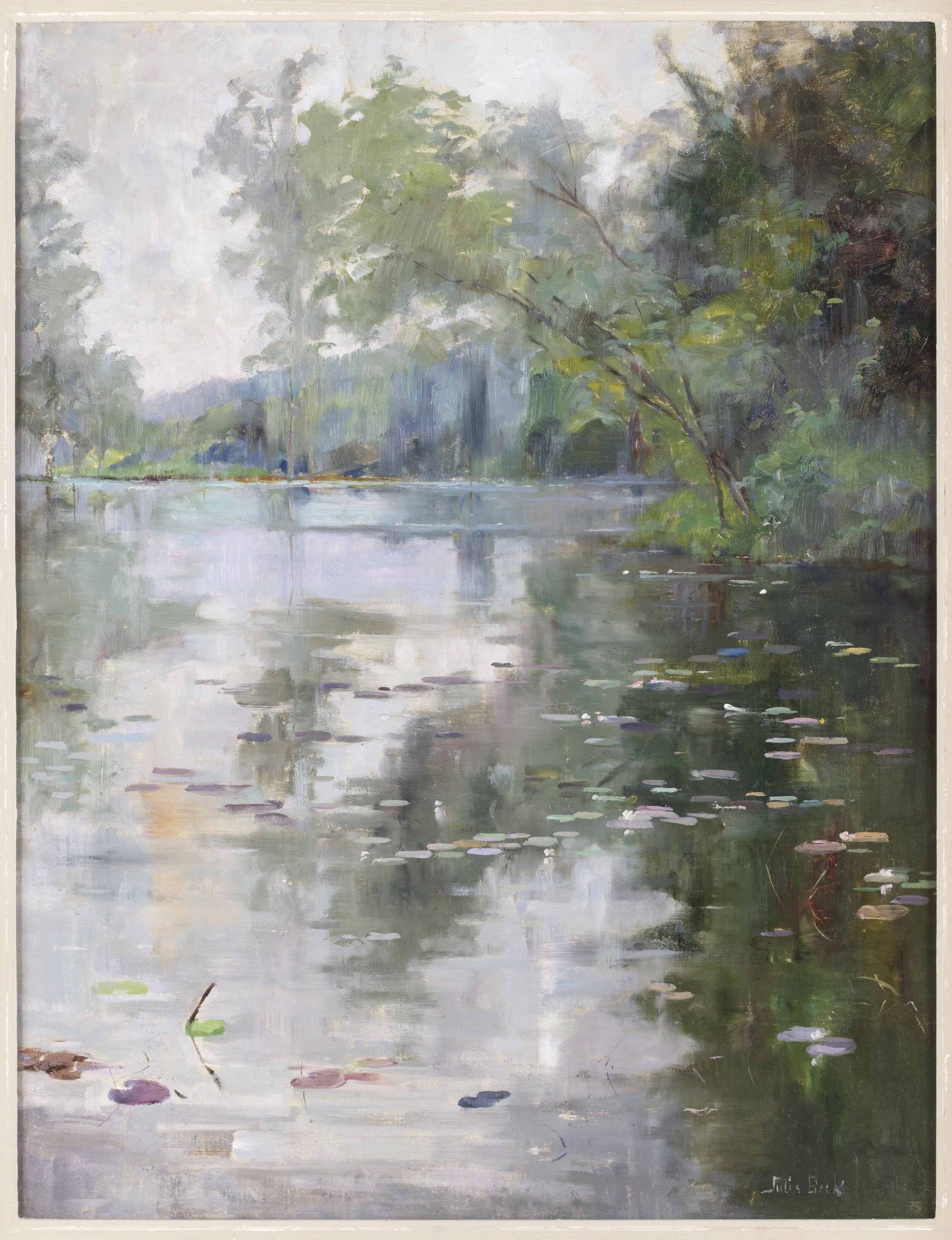
Nénuphars (Näckrosor), olej na plátně, asi 1887–88

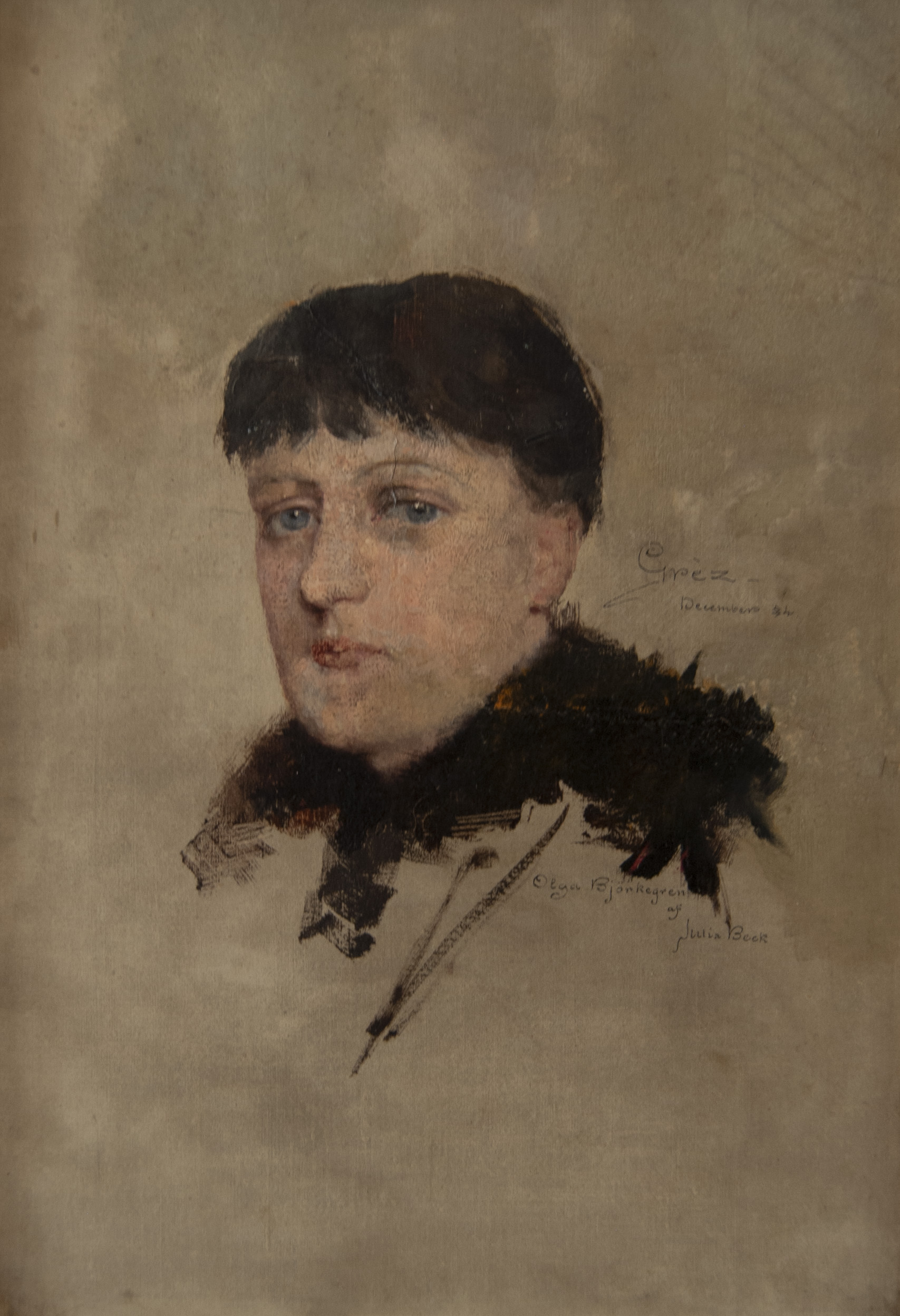
Portrét Olgy Björkegrenové od Julie Beckové v Grez-sur-Loing v roce 1884, olej na plátně

Julia Becková (20. prosince 1853 Stockholm – 21. září 1935 Vaucresson) byla švédská malířka a kaligrafka.

## Biografie
Becková se narodila ve Stockholmu ve Švédsku jako dcera Franze Becka, knihaře. První vzdělání získala na rukodělné škole (později Konstfack) ve Stockholmu v letech 1869 až 1872. Následně studovala na Královské švédské akademii výtvarných umění (1872–1878) a později na Julianově akademii v Paříži (1883–1884), kde mezi její učitele patřili Léon Bonnat a Jean-Léon Gérôme.
Poté se usadila ve Francii, kde nakonec strávila většinu svého života. Na čas si pronajala ateliér v Paříži s Harriet Backerovou, Hildegard Thorellovou a Annou Muntheovou-Norstedtovou a také trávila čas v kolonii umělců Grez-sur-Loing. V roce 1886 se stala členkou Nya Idun, švédské ženské asociace.
Jako profesionální umělkyně se z finančních důvodů specializovala na portréty a jako jedna z mála švédských umělkyň své generace se dokázala svým uměním uživit. Jejím preferovaným žánrem však byla krajinomalba a proslavila se atmosférickými impresionistickými krajinami namalovanými v poněkud tlumené paletě.
V roce 1934 jí byl udělen francouzský Řád čestné legie.
Zemřela ve Vaucresson ve Francii. Její díla jsou ve sbírkách několika muzeí včetně švédského Národního muzea. Retrospektiva její práce byla namontována v letech 2012 až 2013 v Zornově muzeu v Moře ve Švédsku a putovala do Muzea umění Svena-Harryho ve Stockholmu.